# 4 oktober
4 oktober är den 277:e dagen på året i den gregorianska kalendern (278:e under skottår). Det återstår 88 dagar av året.

## Återkommande bemärkelsedagar

### Helgondagar
- Franciskus av Assisis helgondag (sedan 1228).

### Nationaldagar
- Lesothos nationaldag.

### Övrigt
- 4 oktober-demonstrationerna, åren 1983–1991, en demonstration för folk i Sverige som var emot löntagarfonderna.
- Djurens dag sedan 1931
- Kanelbullens dag sedan 1999
- Internationella vodkadagen
- Samåkningsdagen[1]

## Namnsdagar

### Svenska almanackan
- Nuvarande – Frans och Frank

- Föregående i kronologisk ordning

- Före 1753 – Franciscus
- 1753–1985 – Frans
- 1986–1992 – Frans, Franciska och Frank
- Från 1993 – Frans och Frank

Franciscus fanns före 1753 till minne av helgonet med detta namn – utgick sedan, ersatt av den införda, modernare namnformen Frans. Franciska och Frank infördes 1986. Franciska utgick 1993, men återinfördes 2001 på 9 februari.

### Finlandssvenska almanackan
- Nuvarande från 2020[4] – Frank, Frans, Fransiska
- I föregående revideringar[a][5]
  - 1929–1999 – Frans
  - 2000–2004 – Frans, Frank
  - 2005–2019 – Frans, Frank, Fransiska

## Händelser
- 1562 – Hertig Johan (från 1568 Johan III) gifter sig med polska prinsessan Katarina Jagellonica i Vilnius.
- 1582 – Den julianska kalendern används för sista dagen i vissa katolska länder, eftersom påven Gregorius XIII har bestämt att den gregorianska kalendern ska användas i stället. Detta leder till att man hoppar över den 5–14 oktober detta år. Det dröjer dock till början av 1900-talet, innan hela världen har övergått till den nya stilen, som den nya kalendern också kallas.
- 1703 – Under stora nordiska kriget tvingas den starkt befästa polska staden Thorn efter en belägring kapitulera till Karl XII.
- 1904 – IFK Göteborg grundas.
- 1908 – Österrike-Ungern annekterar Bosnien och Hercegovina.
- 1910 – I Portugal inleder republikanska grupper ett uppror.
- 1925 – Den finländska torpedbåten S 2 förliser och tar med sig 54 man i djupet.
- 1957 – Sovjetunionen sänder upp Sputnik 1, den första konstgjorda satelliten runt jorden.
- 1966 – Kungariket Lesotho blir självständigt från Storbritannien.[6]
- 1970 – Janis Joplin hittas död efter en överdos, 27 år gammal.
- 1983 – En demonstration i Stockholm mot löntagarfonderna samlar cirka 75 000 människor, vilket gör det till en av de största demonstrationerna i Sverige genom tiderna.[7]
- 1992 – Samajwadi Party, ett indiskt politiskt parti, grundas.
- 1999 – Nordiska samfundet mot plågsamma djurförsök byter namn till Djurens Rätt.

## Födda
- 1289 – Ludvig X, kung av Frankrike
- 1515 – Lucas Cranach den yngre, tysk målare.
- 1542 – Roberto Bellarmino, italiensk teolog, jesuit och kardinal, helgon
- 1550 – Karl IX, svensk riksföreståndare 1599–1604 och kung av Sverige
- 1626 – Richard Cromwell, lordprotektor över England, Skottland och Irland
- 1720 – Giovanni Battista Piranesi, italiensk konstnär, gravör och arkitekt
- 1751 – Daniel Boëthius, svensk filosof
- 1787 – François Guizot, fransk historiker, talare och statsman
- 1810 – Eliza McCardle Johnson, amerikansk presidentfru
- 1814 – Jean-François Millet, fransk målare
- 1819 – Francesco Crispi, italiensk politiker, premiärminister
- 1822 – Rutherford B. Hayes, amerikansk politiker, USA:s president
- 1865 – Magnus Myrström, svensk tidningsman och högerpolitiker
- 1872 – John Wigforss, svensk författare, journalist och tidningsman
- 1881 – Walther von Brauchitsch, tysk generalfältmarskalk
- 1884 – Félix Gouin, fransk politiker, ordförande i Frankrikes provisoriska regering
- 1888 – Friedrich Olbricht, tysk general
- 1892 – Engelbert Dollfuss, österrikisk förbundskansler 1932–1934
- 1894
  - Frans G. Bengtsson, svensk författare
  - Patrick V. McNamara, amerikansk demokratisk politiker, senator (Michigan)
- 1895
  - Buster Keaton, amerikansk stumfilmsskådespelare, komiker och filmmakare
  - Jens Søndergaard, dansk målare
- 1899 – Franz Jonas, Österrikes president 1965-1974
- 1903 – Ernst Kaltenbrunner, österrikisk SS-general (Obergruppenführer)
- 1907 – Ester Ringnér-Lundgren, svensk författare av barn- och ungdomslitteratur
- 1910 – Selina Chönz, schweizisk, rätoromanskspråkig barnboksförfattare
- 1913
  - Noel Counihan, australisk målare inom socialrealismen
  - Wiange Törnkvist, svensk skådespelare
- 1916
  - Vitalij Ginzburg, rysk astronom och fysiker, mottagare av Nobelpriset i fysik 2003
  - George Sidney, amerikansk filmregissör och filmproducent
- 1918 – Kenichi Fukui, japansk kemist, mottagare av Nobelpriset i kemi 1981
- 1919 – Herman Ahlsell, svensk regissör och skådespelare
- 1920 – Charlie Norman, svensk musiker och artist
- 1922
  - Malcolm Baldrige, amerikansk republikansk politiker och affärsman
  - Gianna Beretta Molla, italiensk barnläkare, helgonförklarad 2004
- 1923 – Charlton Heston, amerikansk filmskådespelare och författare
- 1932
  - Felicia Farr, amerikansk skådespelare
  - Stan Dragoti, amerikansk filmproducent
- 1935
  - Ulla Edin, svensk skådespelare.
  - A.W.F. Edwards, brittisk statistiker, genetiker och evolutionsbiolog. Invald som Fellow of the Royal Society
- 1937
  - Lee P. Brown, amerikansk demokratisk politiker
  - Jackie Collins, amerikansk författare, skådespelare och producent
- 1938 – Kurt Wüthrich, schweizisk biofysiker, mottagare av Nobelpriset i kemi 2002
- 1941
  - Ulf Adelsohn, moderatledare 1981–1986, före detta statsråd, sedermera landshövding i Stockholms län
  - Anne Rice, amerikansk författare.
- 1945 – Bo Ralph, professor i nordiska språk vid Göteborgs universitet sedan 1984, ledamot av Svenska Akademien
- 1946
  - Michael Mullen, amerikansk amiral, försvarschef
  - Susan Sarandon, amerikansk skådespelare
- 1947 – Ann Widdecombe, brittisk parlamentsledamot för Conservative
- 1952
  - Kirsten Cooke, brittisk skådespelare
  - Michael B. Donley, amerikansk ämbetsman, flygvapenminister
- 1953 – Tchéky Karyo, fransk skådespelare
- 1959 – Sandy Marton, kroatisk sångare och låtskrivare
- 1962
  - Ulf Friberg, svensk skådespelare, manusförfattare och teaterregissör
  - Jean-Luc Sassus, fransk fotbollsspelare
- 1975 – Cristiano Lucarelli, italiensk fotbollsspelare
- 1976 – Alicia Silverstone, amerikansk skådespelare
- 1979
  - Rachael Leigh Cook, amerikansk skådespelare
  - Caitriona Balfe, irländsk skådespelare och fotomodell
- 1980 – Tomáš Rosický, tjeckisk fotbollsspelare
- 1984 – Lena Katina, rysk sångare, medlem i Tatu
- 1985 – Biurakn Hakhverdian, nederländsk vattenpolospelare
- 1989 – Lil Mama, amerikansk hiphopartist

## Avlidna
- 1497 – Benozzo Gozzoli, italiensk målare
- 1582 – Teresa av Ávila, spansk nunna, mystiker och helgon
- 1660 – Francesco Albani, italiensk målare
- 1669 – Rembrandt, nederländsk konstnär
- 1747 – Amaro Pargo, spansk sjörövare och näringsidkare
- 1830 – Ludwig Yorck von Wartenburg, preussisk fältmarskalk
- 1852 – Jean Schneitzhoeffer, fransk kompositör
- 1903 – Wilhelm Abenius (borgmästare), svensk borgmästare och politiker i Västerås
- 1915 – Karl Staaff, svensk politiker och advokat, partiledare för Liberala samlingspartiet, Sveriges statsminister
- 1944 – Al Smith, 70, amerikansk politiker, guvernör i New York 1915–1917.
- 1947 – Max Planck, tysk teoretisk fysiker, mottagare av Nobelpriset i fysik 1918
- 1953 – Oscar Bernadotte, svensk prins
- 1959 – A. Filip Liljeholm, svensk språkforskare, lärare och medeltidshistoriker
- 1964 – Set Svanholm, 60, svensk hovsångare och operachef. Född i Västerås 1904
- 1968 – Francis Biddle, USA:s justitieminister 1941–1945 och domare i Nürnbergprocessen
- 1970 – Janis Joplin, amerikansk sångare
- 1982
  - Ahmad Hasan al-Bakr, irakisk president 1968-1979
  - Glenn Gould, kanadensisk pianist.
  - G.S. Pathak, indisk domare och politiker, vicepresident 1969–1974
- 1983 – Kurt Willbing, svensk barn- och ungdomsskådespelare
- 1988 – Geoffrey Household, 87, brittisk författare
- 1989 – Graham Chapman, brittisk komiker, manusförfattare och skådespelare, medlem i Monty Python
- 1990 – Jill Bennett, amerikansk skådespelare
- 1992 – Denny Hulme, nyzeeländsk racerförare
- 1995 – Mona Åstrand, svensk skådespelare
- 1997 – Gunpei Yokoi, japansk spelskapare, bilolycka
- 2000 – Michael Smith, brittisk-kanadensisk kemist, mottagare av Nobelpriset i kemi 1993
- 2002 – Hans Holmér, tidigare länspolismästare i Stockholms län och spaningsledare i Palmemordet
- 2003 – Sid McMath, 91, amerikansk demokratisk politiker, jurist och general, guvernör i Arkansas
- 2006 – Tom Bell, 73, brittisk skådespelare
- 2009
  - Veikko Huovinen, 82, finländsk författare
  - Mercedes Sosa, 74, argentinsk sångare
- 2012
  - Antisa Chvitjava, (hävdad ålder 132), georgisk kvinna som hävdats vara en av världens äldsta människor
  - Hans ”Honta” Höglund, 60, svensk friidrottare
- 2013 – Bojan Westin, 87, svensk skådespelare
- 2014
  - Fjodor Tjerenkov, 55, sovjetisk fotbollsspelare
  - Paul Revere, 76, amerikansk rockmusiker (Paul Revere and the Raiders)
  - Jean-Claude ”Baby Doc” Duvalier, 63, haitisk president och diktator 1971–1986
- 2020 – Kenzo Takada, 81, japansk modedesigner
- 2021 – Todd Akin, 74, amerikansk republikansk politiker
- 2023 – Hugo Álvarez, 89, argentinsk-svensk regissör och skådespelare